# Kuime
Pour plus de détails, voir Fiche technique et Distribution.
Kuime (喰女-クイメ-) est un film d'épouvante fantastique sino-franco-japonais réalisé par Takashi Miike, sorti en 2014.

## Synopsis
Des acteurs de théâtre répètent une histoire de fantôme classique, mais la fiction semble déborder sur la réalité.

## Fiche technique
- Titre : Kuime
- Titre original : 喰女-クイメ-
- Titre anglais : Over Your Dead Body
- Réalisation : Takashi Miike
- Scénario : Kikumi Yamagishi
- Musique : Kо̄ji Endо̄
- Photographie : Nobuyasu Kita
- Montage : Kenji Yamashita
- Production : Misako Saka
- Société de production : Celluloid Dreams, Dentsu, Kinoshita Group, Kо̄suke, Oriental Light and Magic, Sedic International, Shanghai Pengjin Entertainment et Toei Company
- Pays :  Japon,  France et  Chine
- Genre : drame, horreur, fantastique et thriller
- Durée : 93 minutes
- Dates de sortie : 
  -  Japon : 23 août 2014

## Distribution
- Kō Shibasaki : Iwa Tamiya / Miyuki Goto
- Hideaki Itо̄ : Jun Suzuki
- Ikkо̄ Furuya : Kihei Ito / Kanji Shimada
- Ebizо̄ Ichikawa : Kо̄suke Hasegawa / Tamiya Iemon
- Toshie Negishi : Maki / Misuzu Horiuchi
- Hitomi Katayama
- Maiko : Kayoko Kurata
- Miho Nakanishi : Ume Ito / Rio Asahina
- Hiroshi Katsuno : Matasaemon Tamiya / Michizaburо̄ Ogata

## Distinctions
Le film a été nommé pour deux Asian Film Awards.